# Благотворително дружество „Дреновени“
Благотворителното дружество „Дреновени“ е неполитическа организация на македонски българи, бежанци от костурското село Дреновени в Торонто, Канада.
Създадено е през 1940 година от преселници от селото. В него членуват хора с гръцко, славомакедонско и българско самосъзнание.